# Újkígyós
Újkígyós (în română Uichighioș sau Chideuș) este un oraș în districtul Békéscsaba, județul Békés, Ungaria, având o populație de 5.398 de locuitori (2011). 

## Demografie
Componența etnică a orașului Újkígyós
     Maghiari (95,47%)
     Romi (2,57%)
     Necunoscut (0,26%)
     Alții (1,7%)
Componența confesională a orașului Újkígyós
     Romano-catolici (52,24%)
     Fără religie (15,17%)
     Luterani (3,54%)
     Reformați (3,19%)
     Necunoscută (25,06%)
     Alte religii (2,78%)
Conform recensământului din 2011, orașul Újkígyós avea 5.398 de locuitori. Din punct de vedere etnic, majoritatea locuitorilor (95,47%) erau maghiari, cu o minoritate de romi (2,57%). Apartenența etnică nu este cunoscută în cazul a 0,26% din locuitori.  Din punct de vedere confesional, majoritatea locuitorilor (52,24%) erau romano-catolici, existând și minorități de persoane fără religie (15,17%), luterani (3,54%) și reformați (3,19%). Pentru 25,06% din locuitori nu este cunoscută apartenența confesională.